# 城南道
城南道（英語：South Wall Road），是香港九龍城區的一條馬路，位於太子道西及賈炳達道之間。

## 鄰近
- 南角道
- 啟德道
- 賈炳達道公園

## 典故
城南道交叉於衙前圍道，與龍崗道平行。在清朝時代位於九龍城南區，故名，原設軍用宿舍，供軍人休息，原名是城南軍用禁區，是軍事海防之用。之後，港英殖民地時期，正名為城南道。當時九龍寨城是香港龍蛇混雜地方，是色情事業、賭檔與毒販的樂園，因為「三不管」。相關黑市交易默認在城南交易，稱為「城南口」（即是現稱的城南道街頭）。
後來九龍寨城受到政府規管，非法交易受到管制，政府籍「城南口」一說而改起街名為「城南道」。

## 近況
城南道著名於泰国料理、小吃餐廳林立。